# Gonal S.Handral, Muddebihal
Gonal S.Handral là một làng thuộc tehsil Muddebihal, huyện Bijapur, bang Karnataka, Ấn Độ.